# Елдред Тауншип (округ Воррен, Пенсільванія)
Елдред Тауншип (англ. Eldred Township) — селище (англ. township) в США, в окрузі Воррен штату Пенсільванія. Населення — 584 особи (2020).

## Демографія
Згідно з переписом 2010 року, у селищі мешкало 650 осіб у 263 домогосподарствах у складі 175 родин. Було 483 помешкання
Расовий склад населення:
| - 99,7 % — білих |

До двох чи більше рас належало 0,3 %. Частка іспаномовних становила 0,0 % від усіх жителів.
За віковим діапазоном населення розподілялося таким чином: 19,7 % — особи молодші 18 років, 64,5 % — особи у віці 18—64 років, 15,8 % — особи у віці 65 років та старші. Медіана віку мешканця становила 44,6 року. На 100 осіб жіночої статі у селищі припадало 119,6 чоловіків;  на 100 жінок у віці від 18 років та старших — 120,3 чоловіків також старших 18 років.
Середній дохід на одне домашнє господарство  становив 44 354 долари США (медіана — 32 105), а середній дохід на одну сім'ю — 50 943 долари (медіана — 41 250). Медіана доходів становила 34 000 доларів для чоловіків та 28 958 доларів для жінок. За межею бідності перебувало 11,3 % осіб, у тому числі 5,3 % дітей у віці до 18 років та 8,3 % осіб у віці 65 років та старших.
Цивільне працевлаштоване населення становило 241 особа. Основні галузі зайнятості: виробництво — 25,7 %, освіта, охорона здоров'я та соціальна допомога — 17,4 %, роздрібна торгівля — 14,1 %.